# Getafe Central (stanice metra v Madridu)
Getafe Central (plným názvem španělsky Estación de Getafe Central) je stanice metra v Madridu, která se nachází v jižní aglomeraci města. Stanice má výstup do ulic Ferrocarril a Ramón y Cajal ve městě Getafe.
Jedná se o stanici linky metra 12. Ve stanici je možný přestup na nádraží příměstské železnice Cercanías.
Stanice vznikla v rámci výstavby linky 12 a byla otevřena 11. dubna 2003 zároveň s celou linkou. Stanice se nachází v tarifní zóně B1.

## Fotogalerie

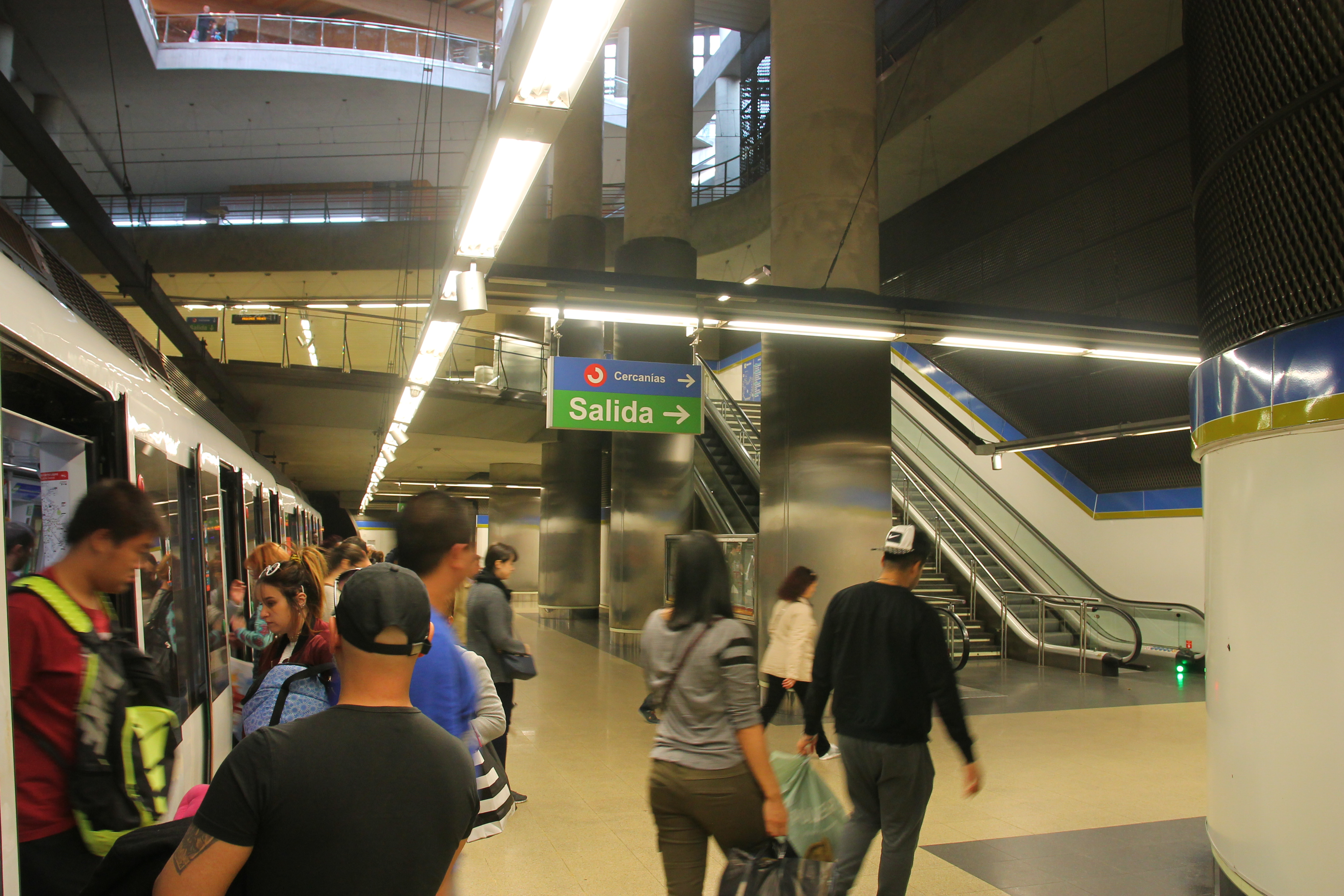
Nástupiště stanice
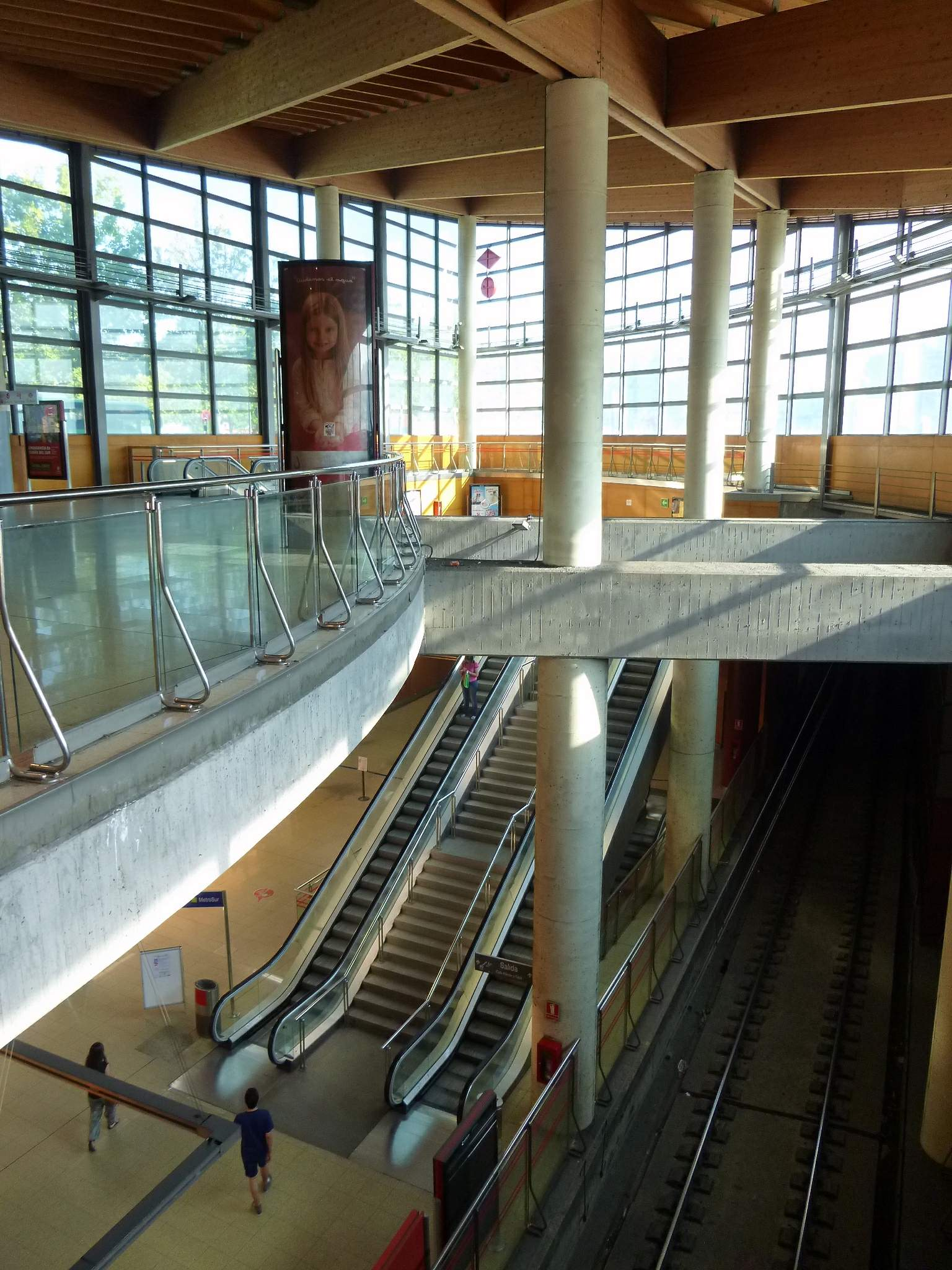
Pohled do železniční stanice
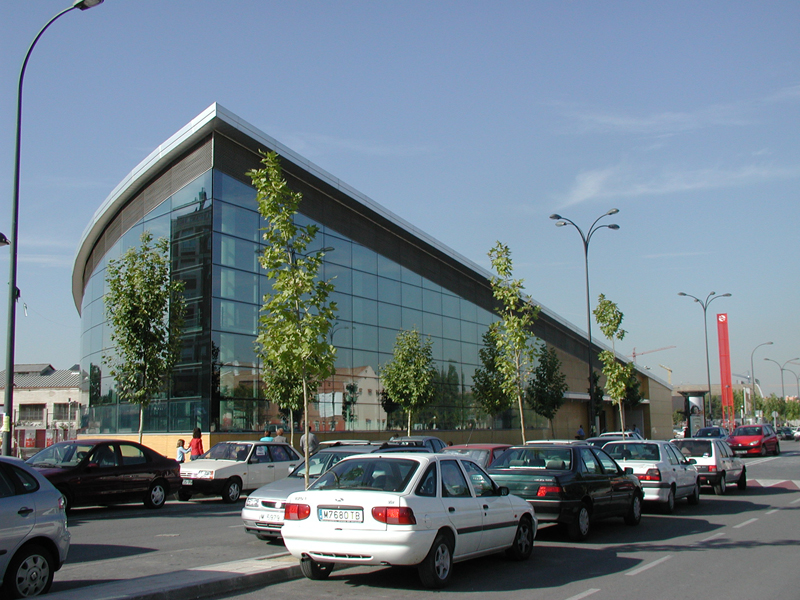
Vnější část stanice